# Церква Преображення Господнього (Краків)
Костел Преображення Господнього (пол. Kościół Przemienienia Pańskiego) — діючий римо-католицький храм, який належить до сакрального комплексу з прилеглим до нього кляштору піаристів у Старому Місті Кракова, Польща. Пам'ятка архітектури місцевого значення.

## З історії храму
Піари прибули до Польщі з Моравії в 1642 році й за сприянням краківського воєводи Станіслава Любомирського частково оселилися у Кракові.
Костел Преображення Господнього був спроектований у стилі пізнього бароко з елементами рококо польським архітектором Каспером Бажанкою в 1718-1728 рр. Фасад розроблений італійським архітектором Франческом Плачіді в 1759-1761 рр.
Споруда побудована у формі прямокутника з одним нефом і боковими каплицями на взірець римського храму Іль-Джезу.  
Внутрішні стіни костелу прикрашені поліхромними фресками у техніці тромплей, які належать до римської школи бароко Андреа дель Поццо. Розписували споруду художники з Моравії — Франциско Екштайн і Юзеф Пільтц, які працювали у Кракові 1733 року. Франциско Екштайн також розписав технікою тромплей головний вівтар костелу і фрески на стелі головного нефу. 

Перед костелом розташоване погруддя Станіслава Конарського створений польським скульптором Тадеушем Блотницьким.

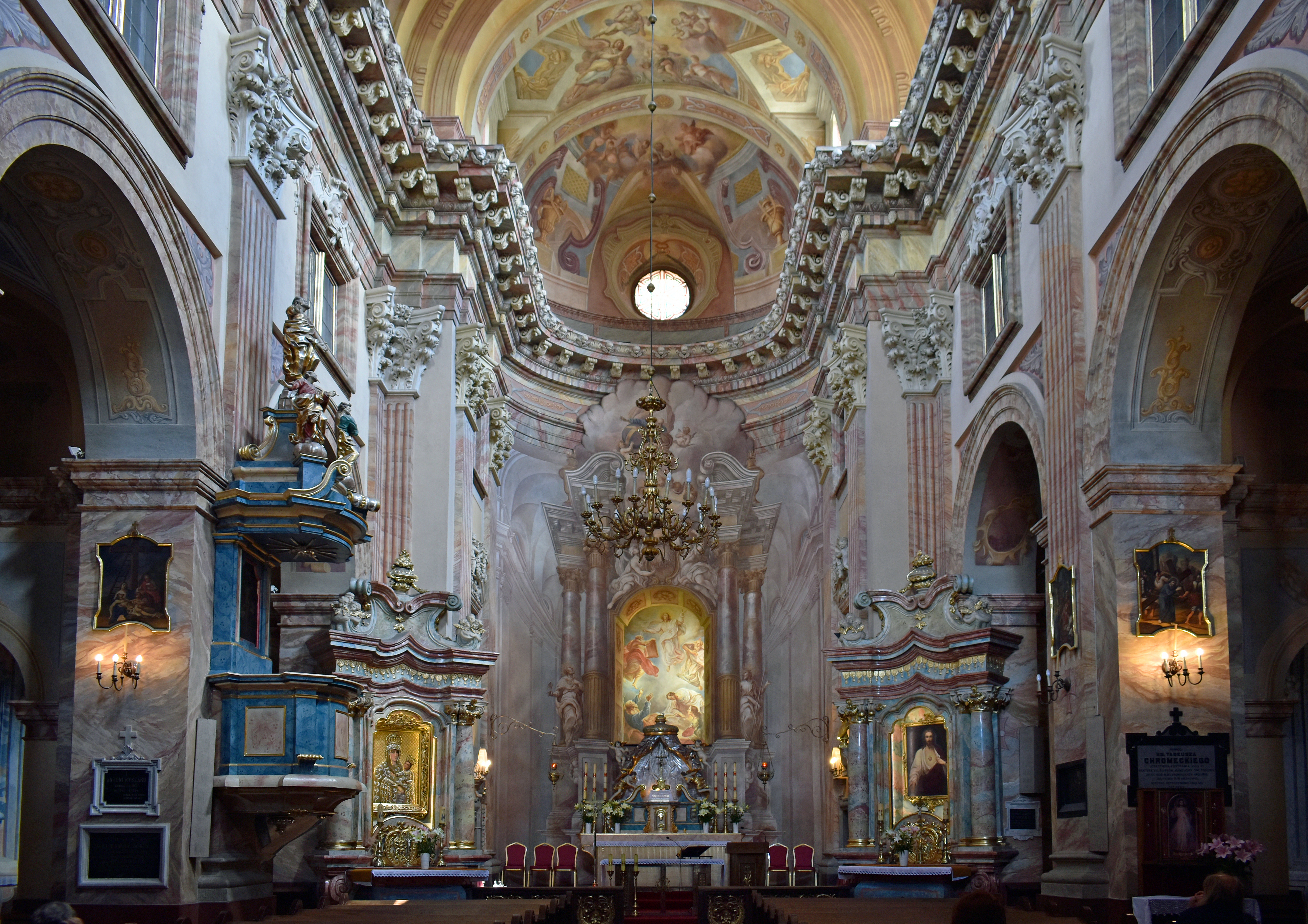
Інтер'єр.
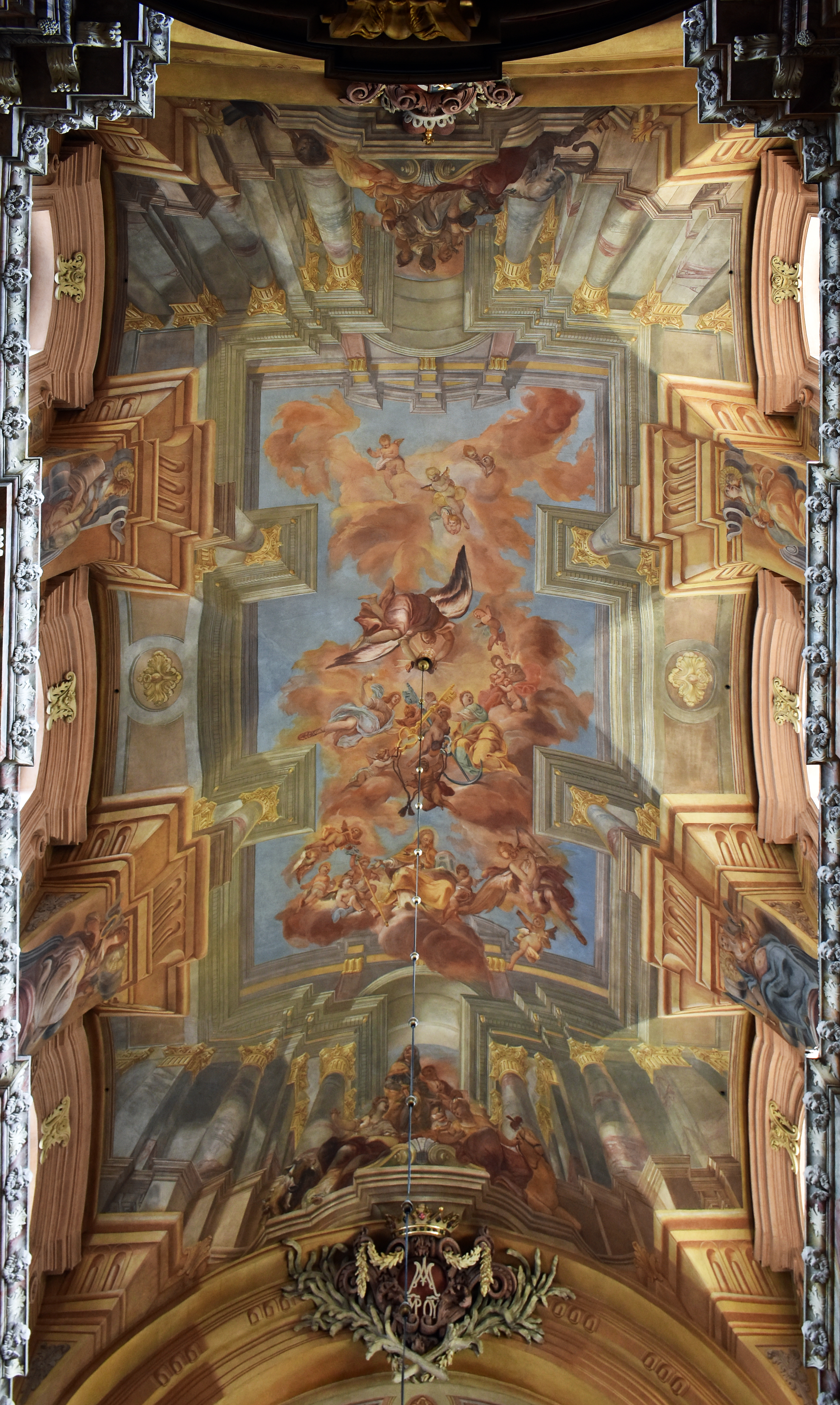
Стеля.

## Джерело
- Adamczewski J., 1992, Kraków od A do Z, Krajowa Agencja Wydawnicza Kraków, стр. 23, 133.